# Тея (певица)
Теодора Шпирич (серб. Теодора Шпирић, род. 12 апреля 2000, Вена, Австрия), более известная как Тея (англ. Teya) или Тея Деви (англ. Thea Devy) — австрийская певица и автор песен. Представительница Австрии на конкурсе песни Евровидение 2023 с Саленой с песней «Who the Hell is Edgar?», заняли 15 место. В 2025 году совместно с JJ и Томасом Тернером написала песню «Wasted Love», которая выиграла Евровидение-2025.

## Биография
Теодора Шпирич родилась 12 апреля 2000 года в Вене, Австрия, в сербской семье. Часть своего детства она провела в Кладово, Сербия, но позже вернулась в Вену со своей семьёй. Певицы Адель и Эми Уайнхаус стали главными творческими вдохновителями певицы.
В 2018 году Шпирич выпустила свой дебютный сингл «Waiting For». В конце 2019 года она подала заявку на то, чтобы представлять Австрию на конкурсе песни Евровидение 2020 с песней «Judgment Day». Она была в числе трёх участников, вошедших в шорт-лист, но не была выбрана в качестве представителя Австрии. Впоследствии она представила песню на Beovizija 2020, сербский национальный отбор на конкурс песни «Евровидение», под названием «Sudnji dan». Песня была переведена на сербский язык её родителями. 9 января 2020 года было объявлено, что она была выбрана для участия в конкурсе. Она прошла в финал, где заняла 10-е место с 4 очками.
В 2021 году Шпирич стал участником пятого сезона австрийского шоу талантов Starmania. Она попала в восьмёрку лучших участниц, но выбыла ещё до финала. Позже в том же году она выпустила сингл «Runaway (Stay)» с хорватской певицей Ninski, используя сценический псевдоним Teya.
31 января 2023 года было объявлено, что Шпирич была выбрана представлять Австрии на конкурсе песни Евровидение 2023 с Саленой, с которой она познакомилась во время своего участия в Starmania. Их песня «Who the Hell is Edgar?» была написана в лагере авторов песен в Чехии и была выпущена 8 марта 2023 года.

## Дискография

### Синглы
- 2018 — «Waiting For»
- 2018 — «What Christmas Is About»
- 2018 — «Collide»
- 2020 — «Sudnji dan»
- 2021 — «Runaway (Stay)» (Ninski featuring Teya)
- 2022 — «Ex Me»
- 2022 — «Mirror Mirror» (with Truu)
- 2022 — «Criminal» (with Bermuda and DJ Spicy)
- 2023 — «Who the Hell is Edgar?» (с Саленой)
- 2023 — «Bye Bye Bye» (с Саленой)
- 2023 — «Ho Ho Ho» (с Саленой)
- 2025 — «Bourgeoisie»